# Réseau hydrographique d'Indre-et-Loire
Le réseau hydrographique d'Indre-et-Loire est l'ensemble des éléments naturels (rivières) ou artificiels (canaux), drainant le territoire du département d'Indre-et-Loire (région Centre-Val de Loire, France). Il regroupe ainsi des cours d'eau ou canaux situés entièrement ou partiellement en Indre-et-Loire.
D'une longueur de 3 200 km, le réseau hydrographique départemental comprend 11 cours d'eau de longueur supérieure à 50 km et 61 de longueur supérieure à 10 km. Deux plans d'eau remarquables complètent ce réseau : l'étang du Louroux et le lac de Rillé. Aucun canal ne traverse le territoire du département.

## Caractéristiques

### Cours d'eau

#### Notion de cours d'eau
Jusqu'en 2016, aucun texte législatif ne définissait la notion de cours d’eau. Ce n'est qu'avec la loi du 8 août 2016 pour la reconquête de la biodiversité, de la nature et des paysages que cette lacune est comblée. L'article 118 de cette loi insère un nouvel article L. 215-7-1 dans le code de l'environnement précisant que « constitue un cours d'eau un écoulement d'eaux courantes dans un lit naturel à l'origine, alimenté par une source et présentant un débit suffisant la majeure partie de l'année. L'écoulement peut ne pas être permanent compte tenu des conditions hydrologiques et géologiques locales. ». Ainsi les trois critères cumulatifs caractérisant un cours d'eau sont :
- la présence et la permanence d’un lit naturel à l’origine, ce qui distingue les cours d’eau (artificialisés ou non) des fossés et canaux creusés par la main de l’homme ;
- l’alimentation par une source ;
- la permanence d’un débit suffisant une majeure partie de l’année, critère qui doit être évalué en fonction des conditions climatiques et hydrologiques locales.

#### Cours d'eau d'Indre-et-Loire
Le département d'Indre-et-Loire est entièrement situé dans le bassin hydrographique de la Loire, à savoir le bassin Loire-Bretagne. D'une longueur de 3 200 km, le réseau hydrographique départemental comprend 12 cours d'eau de longueur supérieure à 50 km et 62 de longueur supérieure à 10 km. les principaux cours d'eau du département sont : la Loire, le Loir, l'Authion, la Brenne, la Cisse, le Cher, l'Indre, l'Indrois, la Vienne, la Creuse, la Claise et la Veude.

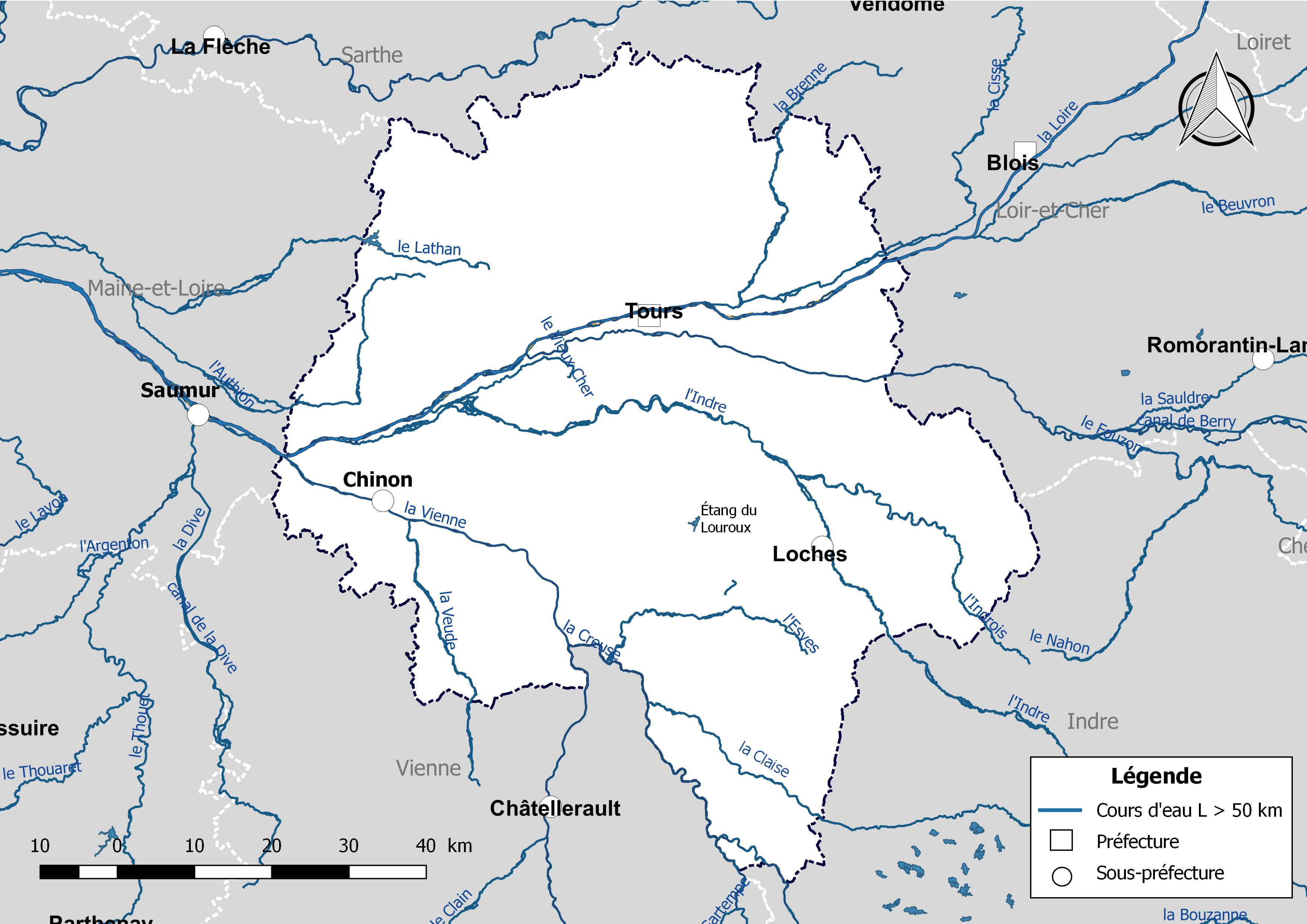
Carte des cours d'eau de longueur supérieure à 50 km d'Indre-et-Loire.
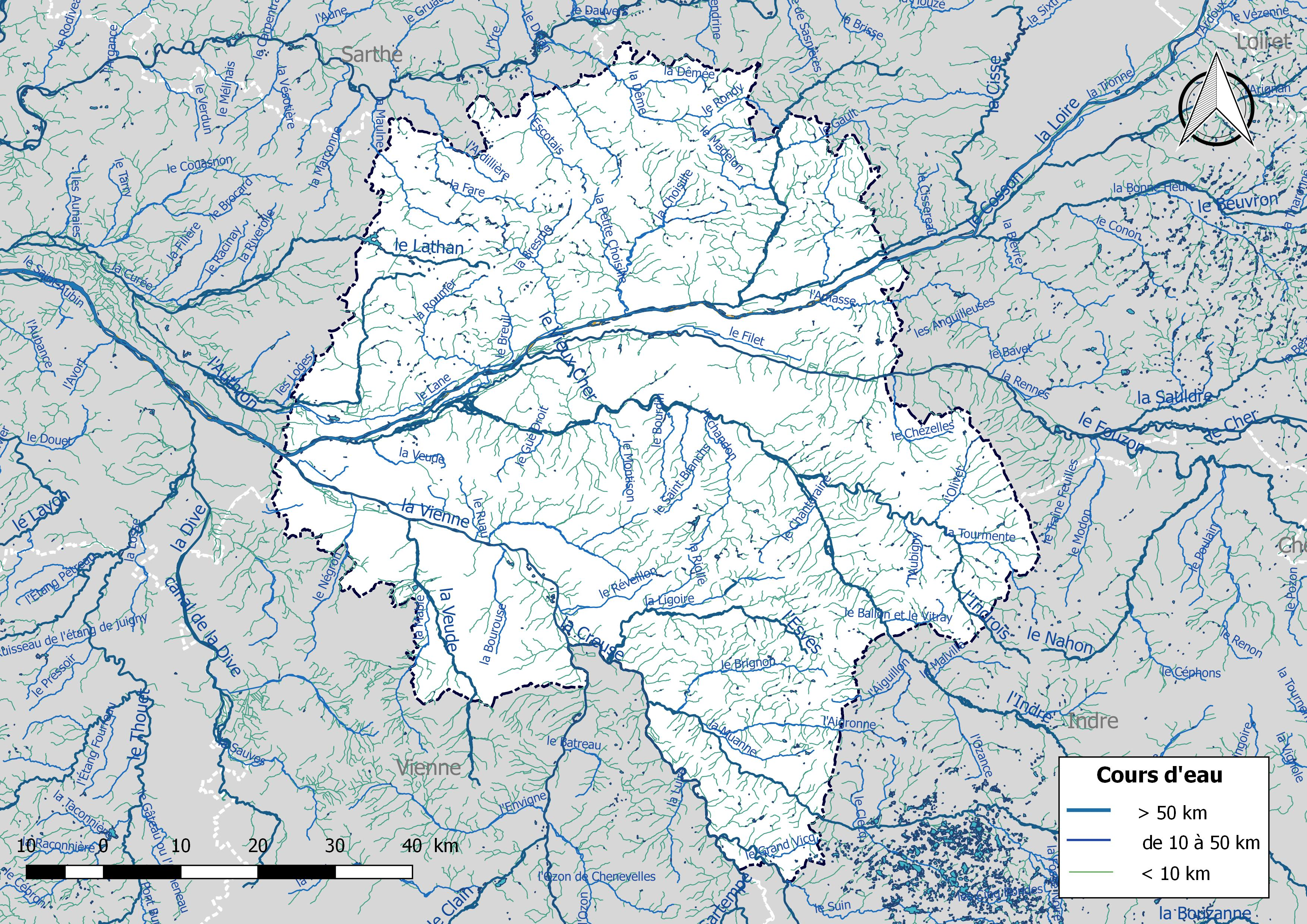
Carte de l'ensemble du réseau hydrographique d'Indre-et-Loire.

#### Domaine public fluvial
Les cours d’eau estimés les plus importants font partie du domaine public de l'État, un régime protecteur dont bénéficient les propriétés des personnes publiques affectées à l’usage du public ou spécialement aménagées pour l’exercice d’un service public. La domanialité ne se détermine plus comme jadis, par le caractère navigable ou flottable du cours d’eau, mais par son classement juridique,.
L'article L. 2111-7 du Code général de la propriété des personnes publiques (CG3P) indique que le domaine public fluvial naturel est constitué des cours d'eau et lacs appartenant à l’État, aux collectivités
territoriales ou à leurs groupements, et classés dans leur domaine public fluvial (DPF). Le DPF artificiel est défini à l'article L. 2111-10 du CG3P : il comprend les canaux et plans d'eau appartenant à une personne publique ou à un port autonome et classés dans son DPF, ainsi que les ouvrages ou installations dont la destination est liée à la gestion et l'exploitation des canaux et plans d'eau (alimentation en eau, navigation, halage ou exploitation).
La section de la Loire traversant le département d'Indre-et-Loire, incluse dans la section de la Loire du bec d'Allier à Bouchemaine, ainsi que trois sections du Cher, de la Vienne et de la Creuse, appartiennent au domaine public fluvial de l'État.
| Élément du DPF                         | Transfert de propriété                          | Propriétaire | Gestionnaire | Limite amont du DPF                              | Limite aval                                                     | Navigabilité  |
| -------------------------------------- | ----------------------------------------------- | ------------ | --- | ------------------------------------------------ | --------------------------------------------------------------- | ------------- |
| La Loire du Bec d’Allier à Bouchemaine | Intransférable (cours d’eau d’intérêt national) | État         | DDT des départements traversés | Bec d’Allier                                     | Bouchemaine (Maine-et-Loire)                                    | Non navigable |
| le Cher                                | Non transféré                                   | État         | - DDT des départements traversés - Syndicat intercommunal pour l’entretien et l’exploitation du Cher canalisé, par AOT sur une partie du Cher canalisé | Moulin d’Enchaume, à Vaux (Allier)               | Confluence avec la Loire, à Villandry                           | Non navigable |
| La Creuse                              | Non transféré                                   | État         | DDT des départements traversés | Moulin de Saint-Marin à Saint-Marcel (Indre)     | Confluence avec la Vienne                                       | Non navigable |
| La Vienne                              | Non transféré                                   | État         | DDT des départements traversés | Moulin de Chitré, à Vouneuil-sur-Vienne (Vienne) | Confluence avec la Loire à Candes-Saint-Martin (Indre-et-Loire) | Non navigable |

#### Hydrologie des principaux cours d'eau
Les données hydrologiques des principaux cours d'eau d'Indre-et-Loire sont acquises grâce à un ensemble de 16 stations de mesure et stockées dans une base de données nationale dénommée Banque Hydro. Les hauteurs d'eau sont mesurées à des pas variables et permettent de calculer, par station, les débits instantanés, journaliers, mensuels... à partir des valeurs de hauteur d'eau et des courbes de tarage (relations entre les hauteurs et les débits). Ces valeurs sont actualisées à chaque mise à jour d'une hauteur ou d'une courbe de tarage (addition, précision supplémentaire, correction...). Ces 16 stations de mesures sont les suivantes :

#### Cartographie des cours d'eau
En lien avec la loi pour la reconquête de la biodiversité, de la nature et des paysages, publiée au Journal officiel du 9 août 2016, définissant la notion de cours d’eau, une instruction du gouvernement du 3 juin 2015 demande aux services d’État de mettre en place une cartographie du réseau hydrographique dans chaque département, afin de permettre aux riverains concernés de distinguer facilement les cours d’eau des fossés, non soumis aux mêmes règles : une intervention sur un cours d’eau allant au-delà de l’entretien courant ne peut en effet se faire que dans le cadre d’une déclaration ou autorisation « loi sur l’eau ». En outre les agriculteurs qui demandent les aides de la Politique agricole commune doivent implanter ou conserver une bande tampon de 5 mètres le long des cours d'eau classés au titre des B.C.A.E (Bonnes conditions agricoles et environnementales). Dans ce cadre, les services de l'État ont engagé une démarche progressive d'identification des cours d'eau et publié une arte interactive.

## Gouvernance de bassin

### Bassins
La gestion de l’eau, soumise à une législation nationale et à des directives européennes, se décline par bassin hydrographique, au nombre de sept en France métropolitaine, échelle cohérente écologiquement et adaptée à une gestion des ressources en eau. L'Indre-et-Loire dépend du bassin Loire-Bretagne qui est à la fois une circonscription administrative de bassin, territoires de gestion dont les limites sont des limites communales, et un bassin hydrographique, territoire hydrographique dont les limites sont des lignes de partage des eaux.

#### Découpage hydrographique
Les bassins hydrographiques sont découpés dans le référentiel national BD Carthage en éléments de plus en plus fins, emboîtés selon quatre niveaux : régions hydrographiques, secteurs, sous-secteurs et zones hydrographiques. Le département est partagé en trois régions hydrographiques. Par ailleurs les secteurs et sous-secteurs peuvent être regroupés en dix grands bassins versants : le Loir, la Loire, l'Authion, le Cher, l'Indre, l'Indrois, la Vienne, la Creuse, la Claise et la Veude. La plupart sont décomposables en sous-bassins versants qui correspondent à des assemblages de zones hydrographiques. Ainsi le bassin de la Loire peut être décomposé dans les sous-bassins de la Brenne, de la Cisse, de la Choisille, de la Bresme et de la Loire. 

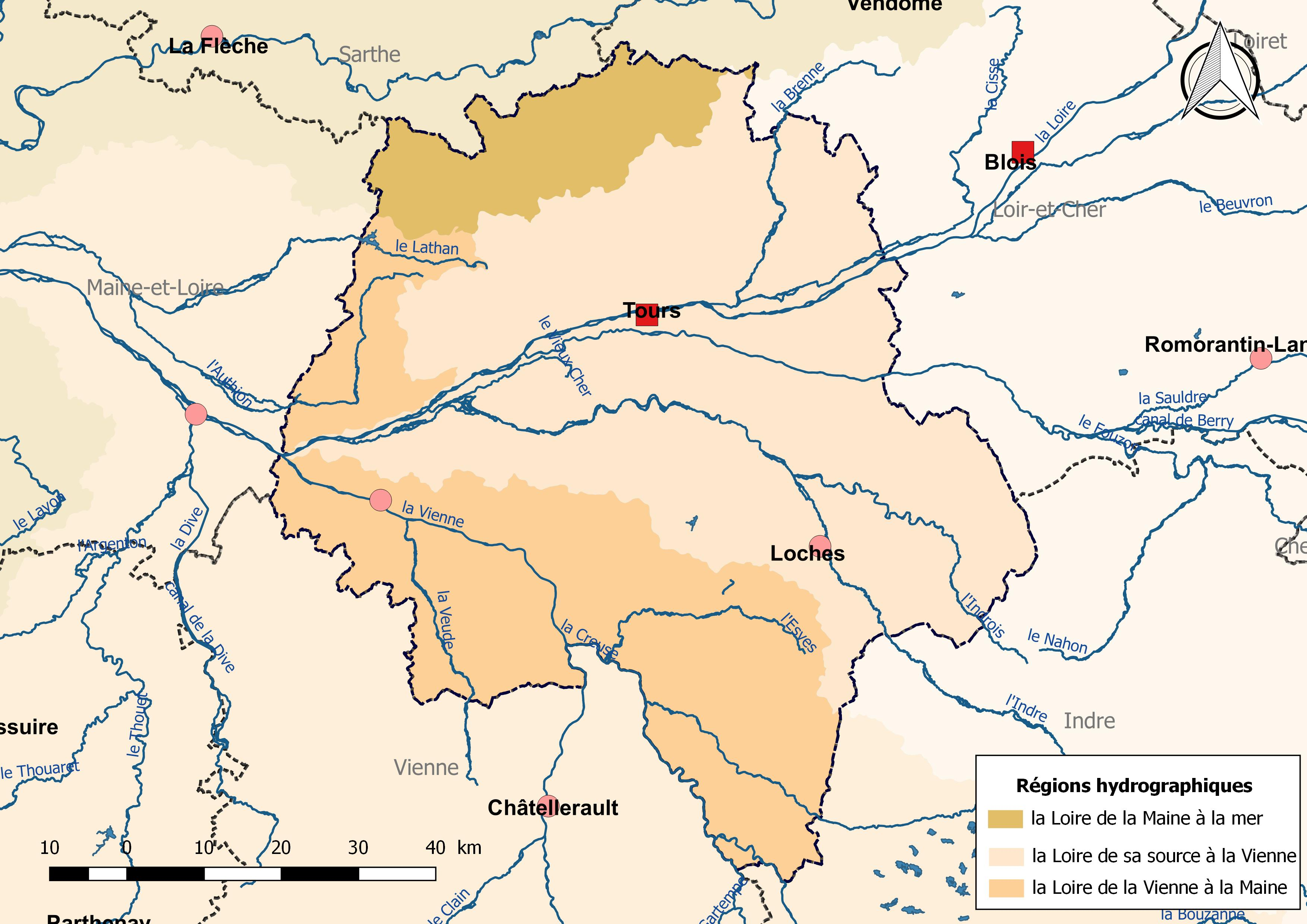
L'Indre-et-Loire est partagé en trois régions hydrographiques.
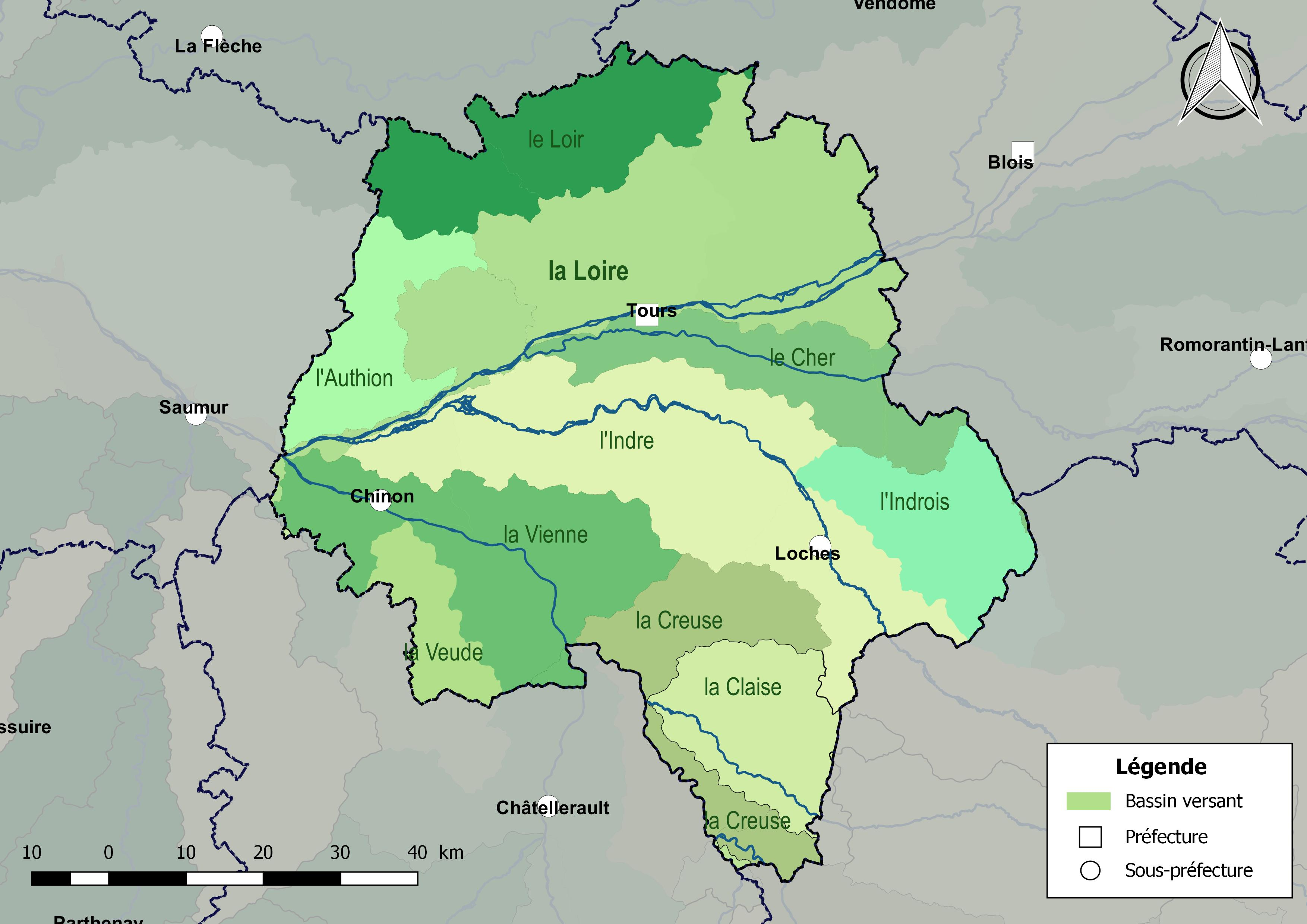
Les dix principaux bassins versants d'Indre-et-Loire.

#### Découpage administratif
Chaque circonscription de bassin, également appelée bassin Directive-cadre sur l'eau (bassin DCE), est découpée en sous-bassins administratifs, dénommés aussi sous-bassins DCE, qui constituent un niveau intermédiaire d’agrégation entre la masse d'eau et le bassin Directive-cadre de l'eau, à savoir le district hydrographique.  L'Indre-et-Loire comprend ainsi quatre sous-bassins, dépendant du bassin Loire-Bretagne : Loire moyenne, Loire aval et côtiers vendéens, Mayenne-Sarthe-Loir, Vienne-Creuse.

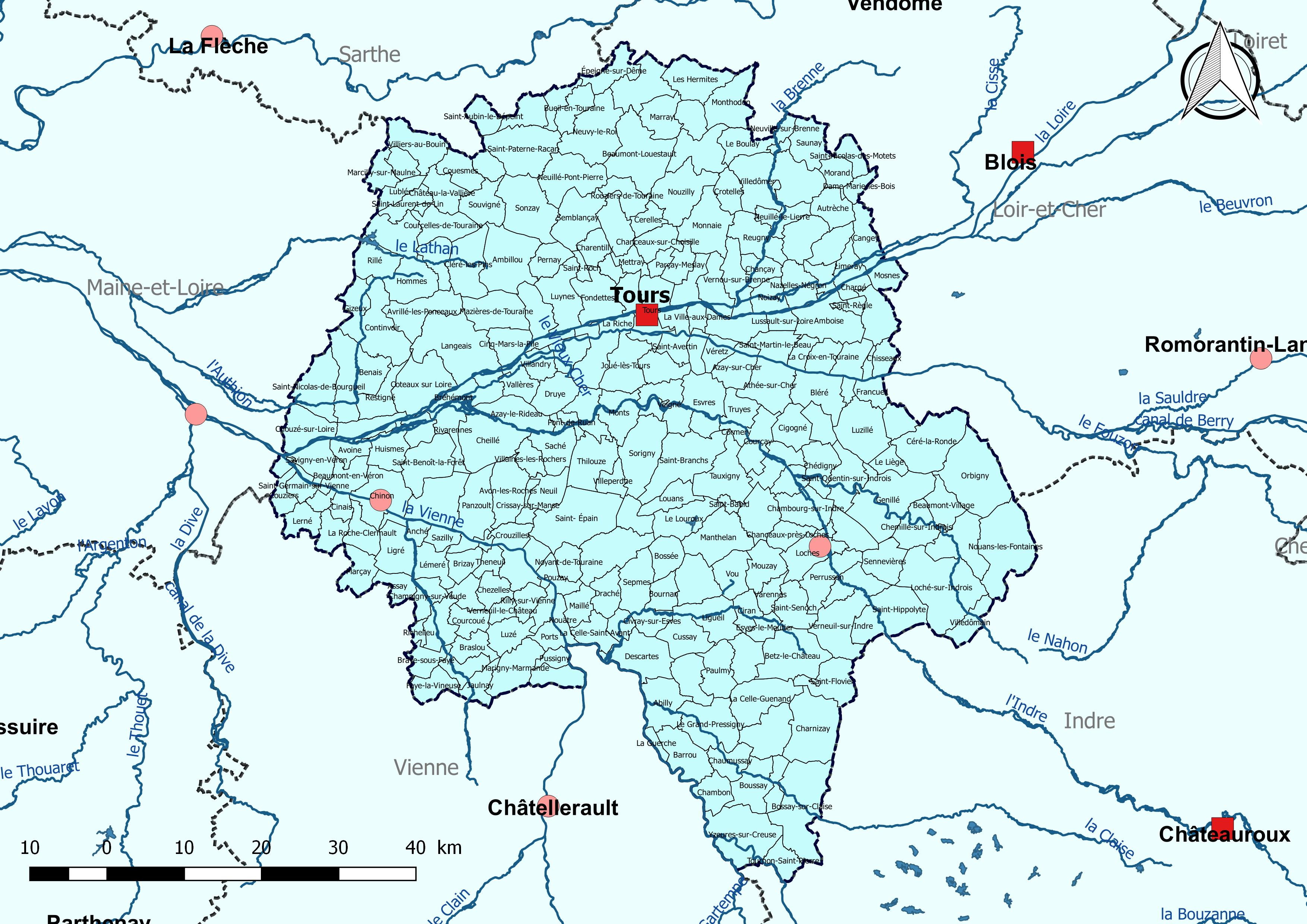
L'Indre-et-Loire est entièrement dans le bassin DCE Loire-Bretagne.
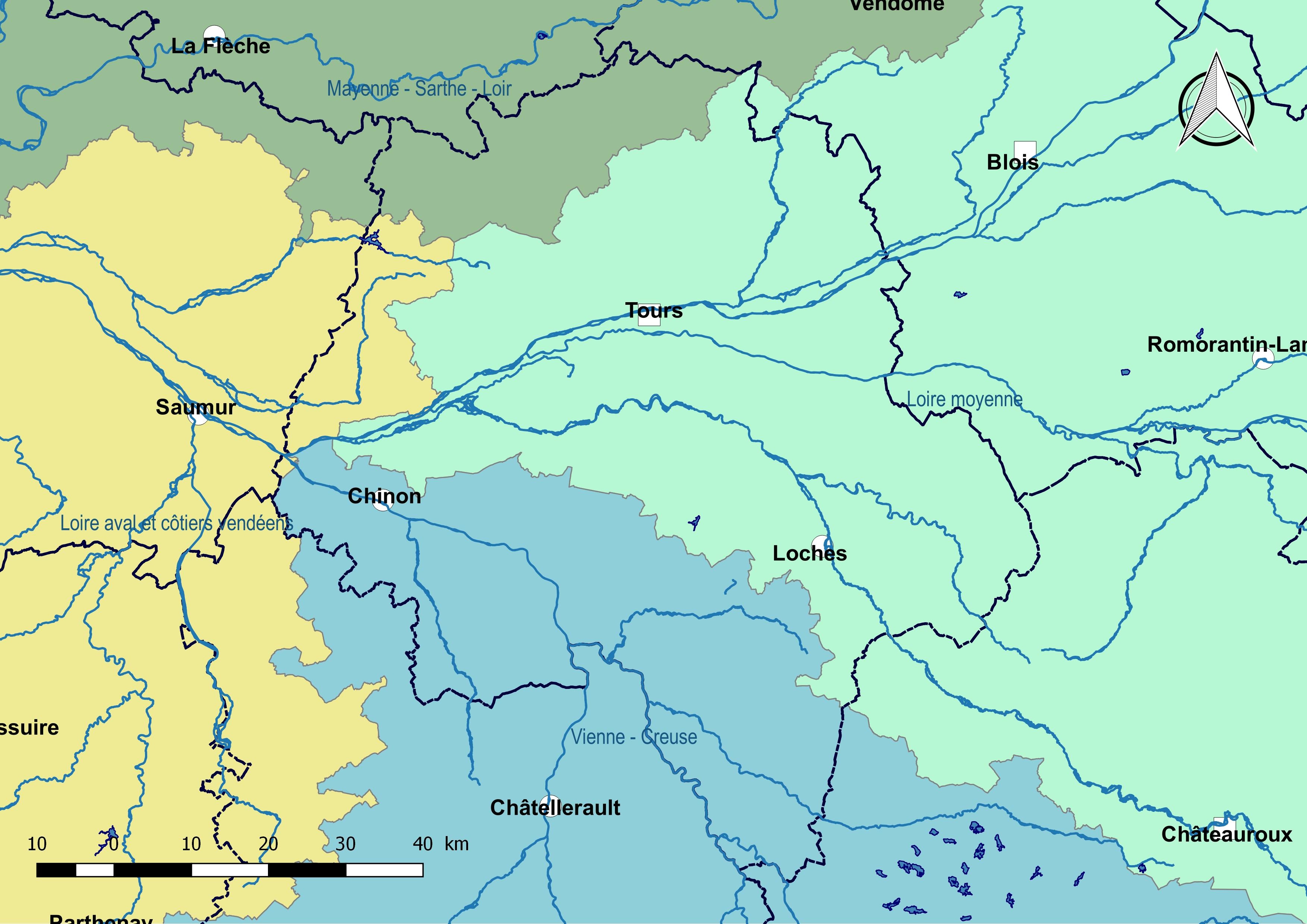
L'Indre-et-Loire est partagée en quatre sous-bassins DCE.

### Acteurs
La planification de l’eau s’appuie sur une gouvernance qui fait intervenir différents acteurs que l’on peut schématiquement répartir en quatre groupes : sphère de décision, instances de préparation des décisions, instances techniques et partenaires du bassin associés à la planification. La sphère de décision comprend le comité de bassin et le préfet coordonnateur de bassin.

#### Instances de bassin
Les instances de bassins sont constituées de deux entités :
- Le comité de bassin, une instance de concertation qui regroupe différents acteurs, publics ou privés, agissant dans le domaine de l’eau : collectivités, État, usagers, personnes qualifiées, milieux socioprofessionnels et le préfet coordonnateur de bassin. Le département d'Indre-et-Loire dépend du comité de bassin Loire-Bretagne.
- L'agence de l'eau, un établissement public à caractère administratif de l’État. Le département d'Indre-et-Loire dépend de l'agence de l'eau Loire-Bretagne, dont le siège est à Orléans, et plus particulièrement de la délégation « Centre-Loire ». Cette dernière assure le secrétariat de la commission territoriale « Loire moyenne » du comité de bassin[9].

#### Établissement public territorial de bassin
La loi du 30 juillet 2003 relative à la prévention des risques technologiques et naturels et à la réparation des dommages a fait des établissements publics territoriaux de bassin (EPTB) des acteurs officiels de la politique de l'eau à l'échelle d'un bassin versant ou d'un sous-bassin. Leur rôle a été renforcé par la loi sur l'eau et les milieux aquatiques du 30 décembre 2006 et par la loi du 12 juillet 2010 portant engagement national pour l’environnement (Grenelle 2). Leur périmètre doit répondre à la cohérence hydrographique d'un bassin ou d’un sous-bassin hydrographique, sans limite de taille minimum. Il est déconnecté des limites administratives des collectivités membres.
Plusieurs EPTB ont été créés dans le bassin Loire-Bretagne. Reconnu en 2006 établissement public territorial de bassin sur une partie de son territoire d’intervention, l’Établissement public Loire intervient sur le département d'Indre-et-Loire.

### Planification
| Période   | Approuvé le      |
| --------- | ---------------- |
| 2010-2015 | 18 novembre 2009 |
| 2016-2021 | 18 novembre 2015 |

La DCE du 23 octobre 2000 déploie une logique de planification (les « plans de gestions » que sont les Schémas directeurs d’aménagement et de gestion des eaux (SDAGE) en France), associée à une politique de programmation (les « programmes de mesures » - PdM), à l’échelle des grands bassins hydrographiques.

#### Le SDAGE
Le schéma directeur d'aménagement et de gestion des eaux (Sdage) est un document de planification dans le domaine de l’eau. Il définit, pour une période donnée de six ans, les grandes orientations pour une gestion équilibrée de la ressource en eau ainsi que les objectifs de qualité et de quantité des eaux à atteindre dans le bassin hydrographique dont dépend le département. Il est établi en application des articles L.212-1 et suivants du code de l’environnement. Le département d'Indre-et-Loire est concerné par le SDAGE Loire-Bretagne.

## Gouvernance locale

### Police de l'eau
La police de l'eau réglemente les installations, ouvrages, travaux ou activités qui peuvent exercer des pressions sur les milieux. Elle est assurée par trois polices spécialisées : la police de l’eau et des milieux aquatiques, la police de la pêche, la polices des installations classées. Les acteurs principaux sont  :
- La Mission interservice de l'eau et de la nature (ex Mission interservices de l’eau - MISE) rassemble sous l'autorité du préfet de nombreux services de l'État, tels que la DREAL, la DDT, la Direction régionale de l'alimentation, de l'agriculture et de la forêt de la région Centre-Val de Loire (DRAAF), la DDPP, la gendarmerie ainsi que des établissements publics de l'État : Agence régionale de santé (ARS), Agence de l'eau Loire-Bretagne, la DRIRE, le Conseil départemental d'Indre-et-Loire[14],[15] ;
- L'Onema dont l'action se coordonne avec l’ensemble des services des polices de l’eau dans le cadre de conventions avec les préfets ;
- La DREAL Centre-Val de Loire coordonne la police de l'eau au niveau régional ;
- La DDT d'Indre-et-Loire assure des prestations d'ingénierie, de contrôle et d'appui auprès des organismes ;
- La gendarmerie et les maires sont compétents pour constater les infractions et les pollutions.

### Gestion intercommunale des cours d’eau
Force est de constater que la rivière n’est plus utilisée pour les besoins des riverains, que les travaux d’entretien sont coûteux et que le mode d’occupation des sols ainsi que les pratiques culturales ont été profondément modifiés. Les collectivités territoriales sont dès lors autorisées, mais ce n’est pas une obligation, à se substituer aux riverains pour assurer l’entretien et l’aménagement des cours d’eau non domaniaux lorsque ces travaux présentent un caractère d’intérêt général ou d’urgence (Article L.211-7 Code de l’Environnement). La constitution de syndicats intercommunaux pour l’entretien des rivières garantit la cohérence des interventions, permet de mutualiser les moyens des communes et de bénéficier de subventions publiques. Les communes ont donc été amenées petit à petit à se substituer aux riverains. Elles se sont regroupées en syndicats de rivières et ont pris en charge les travaux sur les cours d’eau non domaniaux.

### Planification: les SAGE

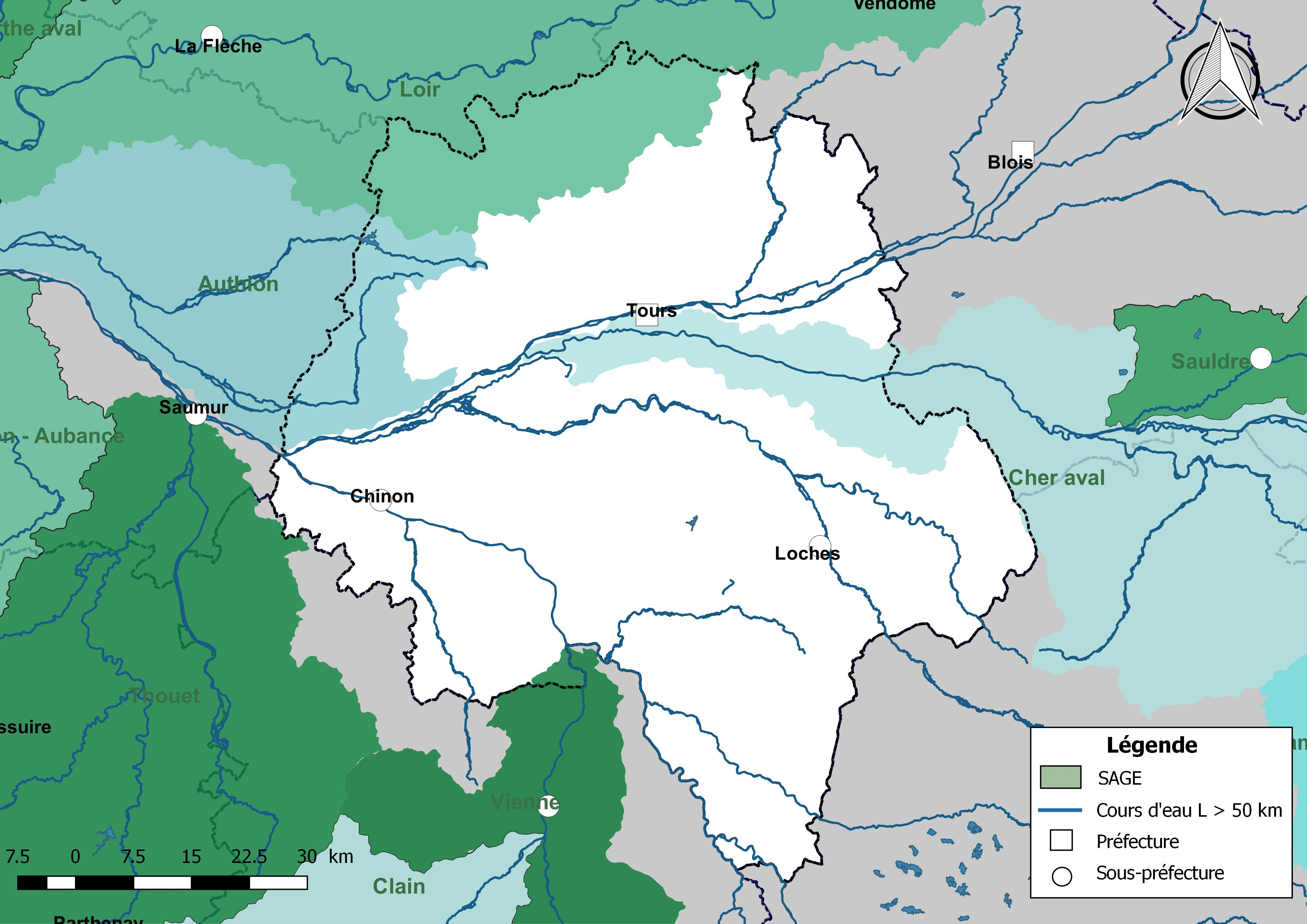
Carte des SAGE concernant l'Indre-et-Loire au 1er janvier 2018.

Le schéma d'aménagement et de gestion des eaux (SAGE) est un outil de planification au périmètre plus restreint que le SDAGE. Il est fondé sur une unité de territoire où s’imposent une solidarité physique et humaine (bassins versants, nappes souterraines, estuaires…). Il fixe les objectifs généraux, les règles, les actions et moyens à mettre en œuvre pour gérer la ressource en eau et concilier tous ses usages. Le SAGE est élaboré par une commission locale de l’eau (C.L.E.) composée d’élus, d’usagers et de représentants de l’État. Il doit être approuvé par le Préfet après avis du comité de bassin pour devenir opposable aux décisions publiques. Les SAGE doivent être compatibles avec les orientations du SDAGE en application sur leur territoire. Trois SAGE concernent le département d'Indre-et-Loire.
| Nom du SAGE | Phase        | Périmètre fixé le                        | Création CLE                              | Approuvé le                           | Superficie | Départements concernés                                             | Nb communes | Nb communes    |
| Nom du SAGE | Phase        | Périmètre fixé le                        | Création CLE                              | Approuvé le                           | Superficie | Départements concernés                                             | Total       | Indre-et-Loire |
| ----------- | ------------ | ---------------------------------------- | ----------------------------------------- | ------------------------------------- | ---------- | ------------------------------------------------------------------ | ----------- | -------------- |
| Cher aval,  | Élaboration  | 25 janvier 2005                          | 11 août 2006                              | --                                    | 2 400 km2  | Indre-et-Loire, Loir-et-Cher, Indre, Cher                          | 148         | 40             |
| Loir,       | Mis en œuvre | 10 juillet 2003                          | 8 novembre 2004                           | 25 septembre 2015                     | 7 149 km2  | Eure-et-Loir, Indre-et-Loire, Loir-et-Cher, Sarthe, Maine-et-Loire | 445         | 30             |
| Authion     | Élaboration  | 26 novembre 2004 revu le 21 janvier 2016 | 5 septembre 2005                          | --                                    | 1 491 km2  | Maine-et-Loire, Indre-et-Loire                                     | 63          | 16             |
| Vienne      | Mis en œuvre | 30 juin 1995                             | 22 septembre 2008, révisée périodiquement | 1er juin 2006, révision : 8 mars 2013 | 7 061 km2  | Corrèze, Creuse, Haute-Vienne, Charente, Vienne, Indre-et-Loire    | 310         | 3              |

## Entretien et aménagement

### Entretien des cours d'eau
La majeure partie des cours d’eau du département est non domaniale (le lit appartient aux riverains). Cette propriété juridique est importante car l’obligation d’entretenir les cours d’eau s’attache à la propriété du lit. L’entretien incombe en effet aux riverains (Article L.215-14 Code de l’Environnement),.
D’un point de vue réglementaire, la loi sur l'eau et les milieux aquatiques du 30 décembre 2006 (LEMA) a modifié la définition de l’entretien d’un cours d’eau fixée à l’article L.215-14 du code de l’environnement. Selon cet article, l’entretien régulier a pour objet de « maintenir ce cours d’eau dans son profil d’équilibre, de permettre l’écoulement naturel des eaux et de contribuer à son bon état écologique ou, le cas échéant, à son bon potentiel écologique, notamment par enlèvement des embâcles, débris et atterrissements, flottants ou non, par élagage ou recépage de la végétation des rives ». Les travaux susceptibles d’être engagés pour procéder à l’entretien sont strictement encadrés (articles L. 215-14 et R.215-2 du code de l’environnement) et doivent correspondre notamment à l'enlèvement des embâcles, débris et atterrissements, flottants ou non, l'élagage ou le recépage de la végétation des rives,.
Selon leur nature, les travaux d'entretien sont soumis à autorisation ou déclaration.

### Aménagement des cours d'eau
L'aménagement des cours d'eau comprend, entre autres :
- la réalisation d'infrastructures et de bâtiments (travaux routiers, zone d’aménagement concertée..)
- la protection de berges
- la restauration hydro-morphologique des cours d’eau, c’est-à-dire de ses profils en long et en travers et de son tracé planimétrique : capture, méandres, etc.
- la restauration de la continuité écologique, c’est-à-dire la possibilité de circulation des espèces animales et le bon déroulement du transport des sédiments.

Selon leur nature, les travaux d'aménagement sont soumis à autorisation ou déclaration.

## Pêche et peuplements piscicoles

### Droit de pêche
Le propriétaire riverain a le droit de pêche jusqu’à la limite de sa propriété (milieu de cours d’eau) sous réserve de disposer d’une carte de pêche (L. 435-4 et R435-34 à 39 du code de l’Environnement).
S’il le souhaite, le propriétaire peut signer un bail de pêche avec une association (exemple l'AAPPMA) ou la fédération de pêche pour le Indre-et-Loire. En donnant le droit de pêche, qui ne le dessaisit pas lui-même de ce droit, il doit laisser un accès aux pêcheurs membres de cette association. En 2018, il y a 28 associations agréées de Pêche et de Protection du Milieu Aquatique (AAPPMA).

### Classement et peuplements piscicoles
La catégorie piscicole est un classement juridique des cours d'eau en fonction des groupes de poissons dominants. Un arrêté réglementaire préfectoral permanent reprend l’ensemble des dispositions applicables en matière de pêche dans le département du Loiret en les différenciant selon les catégories piscicoles.

#### Cours d'eau de première catégorie
Un cours d'eau est déclaré de première catégorie lorsque le peuplement piscicole dominant est constitué de salmonidés (truite, Ombre commun). Si elles sont naturellement présentes (et non issues de réempoissonnements successifs), ces espèces sont réputées être de bons bioindicateurs. Elles sont en général accompagnées par d'autres petits poissons (vairon, chabot, etc). Ce type de cours d'eau est souvent qualifié de « rivière à truites » . En Indre-et-Loire, sont classés en première catégorie piscicole : 
- La Brenne (affluent de la Loire) et la Claise, en amont de leur confluent ; l'Aigronne (affluent de la Claise) ;
- Les affluents du Loir : la Dême et son affluent la Rhorthe, le Long, l'Escotais, la Fontaine-de-la-Piraudière, la Fare (à l'exclusion du lac de Château-la-Vallière), la Maulne ;
- Les affluents et sous-affluents des cours d'eau ou portions de cours d'eau situés dans le département et désignés ci-avant.

#### Cours d'eau de deuxième catégorie
Pour un cours d'eau de deuxième catégorie, l'espèce biologique dominante est constituée essentiellement de poissons blancs (cyprinidés) (donc rivière cyprinicole) et de carnassiers (brochet, sandre et perche). Depuis les années 1990 ce type de rivières est également peuplé de silures. Dans le Loiret, sont classés en deuxième catégorie piscicole toutes les cours d'eau ou partie de cours d'eau du département non classés en première catégorie.

## Continuité écologique

### Notion de continuité écologique
La continuité d’un cours d’eau est une notion introduite en 2000 par la Directive cadre européenne sur l'eau. En droit français, l'article R214-109 du code de l'environnement définit la notion d'obstacle à la continuité écologique. A contrario, la continuité écologique est obtenue en supprimant ou limitant ces obstacles et doit permettre d'assurer :
- la libre circulation des organismes aquatiques et leur accès aux zones indispensables à leur reproduction , leur croissance, leur alimentation ou leur abri ;
- le transport naturel des sédiments de l’amont à l’aval des cours d’eau.
- les connexions latérales avec les réservoirs biologiques et en assurer leur bonne hydrologie

Le défaut de continuité écologique peut être la conséquence de la présence d'ouvrages en travers des cours d'eau, mais aussi d'ouvrages coupant les connexions latérales. En plus de constituer une entrave à la circulation des poissons, la fragmentation des cours d'eau affecte les capacités d'adaptation des espèces aux changements climatiques, induit des perturbations du fonctionnement des écosystèmes aquatiques et réduit l'efficacité des services rendus par les écosystèmes.

### Classement des cours d'eau antérieur à 2006
Depuis plus d'un siècle, des rivières sont classées pour bénéficier de mesures de protection particulières. Ces classements de cours d'eau, outils réglementaires, ont été établis afin de limiter l'impact des ouvrages construits en travers des cours d'eau sur la circulation piscicole.

#### Rivières classées
La volonté de préserver et restaurer la continuité écologique remonte à 1865. À cette époque, les poissons constituent la source essentielle d'alimentation des populations. Pour permettre à tous l'accès à cette ressource, les autorités décident alors de favoriser la libre circulation des poissons. Elles introduisent ainsi l'obligation d'équiper en échelles à poissons les nouveaux ouvrages sur des cours d'eau dont la liste est fixée par décrets. Complétée par la loi de 1984, cette disposition de classement des rivières, communément appelé « classement passes à poissons », est alors inscrite dans l’article L.432-6 du code de l’environnement. Sur les cours d'eau « classés » par décret au titre de cet article, tout nouvel ouvrage doit être équipé de dispositifs de franchissement (montaison et dévalaison) efficaces et entretenus pour les poissons migrateurs et sur lesquels les ouvrages existants doivent respecter la même obligation dans un délai de 5 ans à partir du moment où un arrêté ministériel a précisé les espèces ciblées. Dans le département d'Indre-et-Loire, seule la Loire était classée, avant 2006, au titre de l'article L432-6 du code de l’environnement.

#### Rivières réservées
La loi du 16 octobre 1919 relative à l'utilisation de l'énergie hydraulique définit, dans son article 2, la notion de rivières réservées, interdisant toute autorisation ou concession pour des entreprises nouvelles. Ces rivières réservées sont fixées par décret, mais la loi ne concerne uniquement l’énergie hydraulique. Dans le département d'Indre-et-Loire, aucune rivière n'était, avant 2006, dite « réservée ».

### Classement des cours d'eau postérieur à 2006

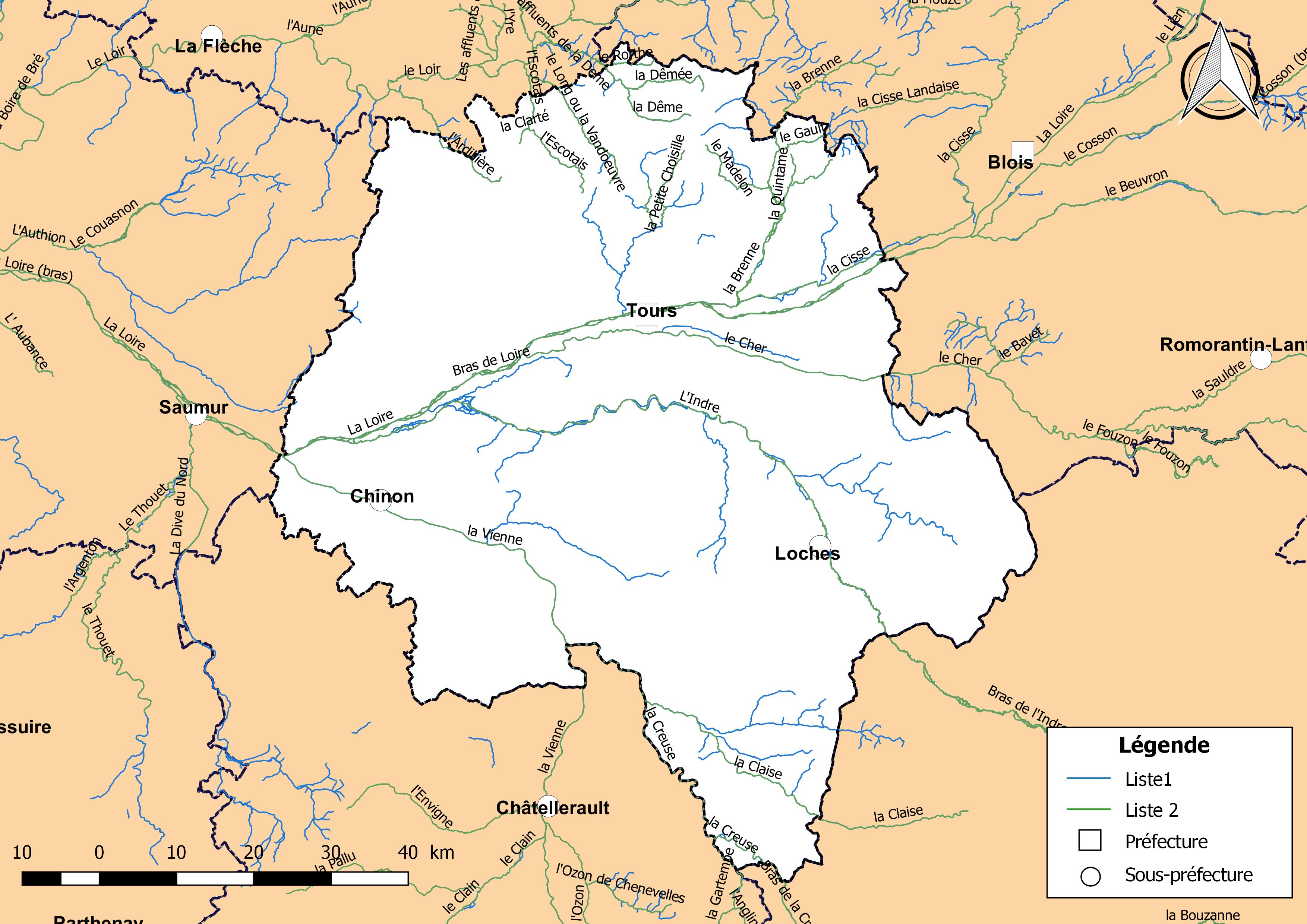
Carte des cours d'eau d'Indre-et-Loire classés au titre de l'article L. 214-17 du Code de l’Environnement.

Les critères de classement des cours d’eau sont adaptés aux exigences de la directive cadre sur l’eau avec la loi sur l’Eau et les Milieux Aquatiques (LEMA) du 30 décembre 2006 et le décret n° 2007-1760 du 14 décembre 2007. Pour atteindre l’objectif de bon état des eaux, les dispositifs antérieurs sont  réformés pour intégrer l’ensemble des composantes de la continuité écologique. Deux listes de classement sont définies pour chacun des bassins hydrographiques (Article L. 214-17 du Code de l’Environnement). Les éléments de cadrage nécessaires pour l’établissement de ces nouveaux classements, qui seront arrêtés par les préfets coordonnateurs de bassin sur la base des propositions des préfets de département sont définis dans la circulaire du 6 février 2008. Le délai ultime pour procéder à la première refonte des classements était le 1er janvier 2014. Pour les cours d'eau du bassin Loire-Bretagne, les nouveaux arrêtés de classement ont été publiés le 10 juillet 2012,.
En synthèse, ces listes s'inscrivent dans deux logiques différentes  selon l'état initial de la rivière : préserver et/ou restaurer :
| Liste   | Objectifs | Conséquences |
| ------- | --- | --- |
| Liste 1 | Préserver les cours d’eau ou parties de cours d’eau : - en très bon état écologique, - « réservoirs biologiques », dotés d’une riche biodiversité jouant le rôle de pépinière, - nécessitant une protection complète des poissons migrateurs. | Interdiction de construire tout nouvel obstacle à la continuité écologique quel qu’en soit l’usage. Des prescriptions de maintien de la continuité écologique pour tout renouvellement de concession ou d'autorisations. |
| Liste 2 | Restaurer la continuité écologique sur les cours d’eau en assurant le transport suffisant des sédiments et la circulation des poissons. | Obligation de mise en conformité des ouvrages dans les 5 ans après publication de la liste. |

## Réservoirs biologiques
L'article R214-108 du code de l'environnement précise le contenu de la notion de réservoir biologique. Elle concerne les cours d’eau qui comprennent une ou plusieurs zones de reproduction ou d’habitat des espèces de phytoplanctons, de macrophytes et de phytobenthos, de faune benthique invertébrée ou d’ichtyofaune, et permettent leur répartition dans un ou plusieurs cours d’eau du bassin versant . Les réservoirs biologiques, nécessaires au maintien ou à l’atteinte du bon état écologique des cours d’eau, correspondent donc  : 
- à un tronçon de cours d’eau ou annexe hydraulique qui va jouer le rôle de pépinière, de « fournisseur » d’espèces susceptibles de coloniser une zone naturellement ou artificiellement appauvrie (réensemencement du milieu) ;
- à des aires où les espèces peuvent accéder à l’ensemble des habitats naturels nécessaires à l’accomplissement des principales phases de leur cycle biologique (reproduction, abri-repos, croissance, alimentation).

Dans le cadre des travaux préparatoires à l'élaboration de ce classement au sein du SDAGE Loire-Bretagne, 36 réserves biologiques ont été identifiées en Indre-et-Loire au sein du bassin Loire-Bretagne.
| Cours d'eau      | Id_resbio  | Masse d'eau | Nom                                                                                                | Liste des espèces présentes                                         | Longueur en km |
| ---------------- | ---------- | ----------- | -------------------------------------------------------------------------------------------------- | ------------------------------------------------------------------- | -------------- |
| Aigronne         | RESBIO_330 | FRGR0429    | L'Aigronne et ses affluents depuis la source jusqu'à sa confluence avec la Claise                  | Écrevisse à patte blanche; Truite fario; Lamproie de planer; Chabot | 129,743        |
| Authion          | RESBIO_338 | FRGR0448    | L'Authion et ses affluents depuis Brain-sur-Allonnes jusqu'à la confluence avec le Lathan          | Écrevisse à patte blanche                                           | 0,230146       |
| Authion          | RESBIO_339 | FRGR0450    | L'Authion et ses affluents depuis la source jusqu'à Brain-sur-Allonnes                             | Écrevisse à patte blanche; Truite fario                             | 74,9627        |
| Bourdin          | RESBIO_725 | FRGR2158    | Le Bourdin et ses affluents depuis la source jusqu'à sa confluence avec l'Indre                    |                                                                     | 29,4022        |
| Brenne           | RESBIO_258 | FRGR0312a   | La Brenne et ses affluents depuis la source jusqu'à Château-Renault                                | Truite fario; Lamproie de planer; Chabot                            | 53,9558        |
| Brenne           | RESBIO_259 | FRGR0312b   | La Brenne et ses affluents depuis Château-Renault jusqu'à sa confluence avec la Cisse              | Truite fario; Chabot                                                | 180,953        |
| Chézelles        | RESBIO_728 | FRGR2169    | Le Chezelles et ses affluents depuis la source jusqu'à sa confluence avec le Cher                  | Truite fario                                                        | 33,8855        |
| Choisille        | RESBIO_459 | FRGR1024    | La Choisille De beaumont et ses affluents depuis la source jusqu'à sa confluence avec la Choisille | Truite fario; Chabot                                                | 28,8458        |
| Choisille        | RESBIO_619 | FRGR1647    | La Choisille et ses affluents depuis la source jusqu'à Cerelles                                    | Truite fario; Chabot                                                | 41,4965        |
| Claise           | RESBIO_329 | FRGR0426    | La Claise depuis la confluence du ruisseau des Cinq Bondes jusqu'à sa confluence avec la Creuse    | Écrevisse à patte blanche; Truite fario                             | 31,6197        |
| Creuse           | RESBIO_292 | FRGR0365b   | La Creuse depuis le Complexe d'Éguzon jusqu'à la confluence avec la Gartempe                       | Grande mulette; Brochet; Bouvière; Saumon; Grande alose; Anguille   | 11,7531        |
| Creuse           | RESBIO_294 | FRGR0366b   | La Creuse depuis Descartes jusqu'à sa confluence avec la Vienne                                    | Grande mulette; Brochet; Bouvière; Saumon; Grande alose; Anguille   | 6,78206        |
| Dême             | RESBIO_474 | FRGR1093    | La Deme et ses affluents depuis la source jusqu'à sa confluence avec le Loir                       | Truite fario; Chabot                                                | 102,386        |
| Doigt            | RESBIO_723 | FRGR2149    | Le Doigt et ses affluents depuis la source jusqu'à sa confluence avec l'Indre                      | Truite fario                                                        | 12,6838        |
| Échandon         | RESBIO_282 | FRGR0355    | L'Échandon et ses affluents depuis la source jusqu'à sa confluence avec l'Indre                    | Écrevisse à patte blanche; Chabot                                   | 136,893        |
| Escotais         | RESBIO_380 | FRGR0502    | L'Escotais et ses affluents depuis la source jusqu'à sa confluence avec le Loir                    | Truite fario; Chabot                                                | 51,8115        |
| Fare             | RESBIO_463 | FRGR1039    | La Fare et ses affluents depuis la source jusqu'à sa confluence avec le Loir                       | Écrevisse à patte blanche; Truite fario; Chabot                     | 58,3886        |
| Filet            | RESBIO_738 | FRGR2201    | Le Filet et ses affluents depuis la source jusqu'à sa confluence avec le Cher                      | Loche de rivière; Brochet; Bouvière; Anguille                       | 32,0031        |
| Gartempe         | RESBIO_321 | FRGR0411b   | La Gartempe depuis Montmorillon jusqu'à sa confluence avec la Creuse                               | Truite fario                                                        | 1,74439        |
| Gault            | RESBIO_464 | FRGR1051    | Le Gault et ses affluents depuis la source jusqu'à sa confluence avec la Brenne                    | Truite fario; Chabot                                                | 30,7437        |
| Gué Droit        | RESBIO_719 | FRGR2136    | Le Gué Droit et ses affluents depuis la source jusqu'à sa confluence avec l'Indre                  | Truite fario; Lamproie de planer; Chabot                            | 25,6762        |
| Indre            | RESBIO_279 | FRGR0351b   | L'Indre depuis Palluau-sur-Indre jusqu'à Courcay                                                   | Truite fario; Brochet                                               | 43,5768        |
| Indrois          | RESBIO_281 | FRGR0354    | L'Indrois et ses affluents depuis Villeloin-Coulange jusqu'à sa confluence avec l'Indre            | Écrevisse à patte blanche; Truite fario; Chabot                     | 186,224        |
| Long             | RESBIO_470 | FRGR1074    | Le Long et ses affluents depuis la source jusqu'à sa confluence avec L'Escotais                    | Truite fario; Chabot                                                | 52,4565        |
| Manse            | RESBIO_331 | FRGR0432    | La Manse et ses affluents depuis la source jusqu'à sa confluence avec la Vienne                    | Écrevisse à patte blanche                                           | 118,995        |
| Montison         | RESBIO_724 | FRGR2150    | Le Montison et ses affluents depuis la source jusqu'à sa confluence avec l'Indre                   |                                                                     | 38,2235        |
| Muanne           | RESBIO_705 | FRGR2021    | La Muanne et ses affluents depuis la source jusqu'à sa confluence avec la Claise                   | Truite fario; Lamproie de planer; Chabot                            | 24,9458        |
| Petite Choisille | RESBIO_454 | FRGR1012    | La Petite Choisille et ses affluents depuis la source jusqu'à sa confluence aveclLa Choisille      | Truite fario; Chabot                                                | 23,92          |
| Ramberge         | RESBIO_457 | FRGR1021    | La Ramberge et ses affluents depuis la source jusqu'à sa confluence avec la Cisse                  | Truite fario; Chabot                                                | 56,1482        |
| Saint-Branchs    | RESBIO_712 | FRGR2111    | Le Saint-branchs et ses affluents depuis la source jusqu'à sa confluence avec l'Indre              |                                                                     | 27,7247        |
| Senelles         | RESBIO_731 | FRGR2175    | Le Senelles et ses affluents depuis la source jusqu'à sa confluence avec le Cher                   | Truite fario                                                        | 0,129276       |
| Veude            | RESBIO_332 | FRGR0433    | La Veude et ses affluents depuis la source jusqu'à sa confluence avec la Vienne                    | Écrevisse à patte blanche; Chabot                                   | 147,377        |
| Vienne           | RESBIO_286 | FRGR0361    | La Vienne depuis la confluence de La Creuse jusqu'à sa confluence avec la Loire                    | Grande mulette; Brochet; Bouvière; Saumon; Grande alose; Anguille   | 49,9244        |
| Vienne           | RESBIO_287 | FRGR0362    | La Vienne depuis la confluence du Clain jusqu'à la confluence avec la Creuse                       | Grande mulette; Brochet; Bouvière; Saumon; Grande alose; Anguille   | 4,09165        |
| Vieux Cher       | RESBIO_735 | FRGR2186    | Le Vieux Cher et ses affluents depuis la source jusqu'à sa confluence avec la Loire                | BrochetAnguille                                                     | 42,1897        |